# Innerer Aufbau der Erde

Aufbau der Erde: wichtigste Schalen und ihre durchschnittliche Tiefe (chemisches und rheologisches Modell vermischt)

Der innere Aufbau der Erde, den vor allem die Geophysik untersucht, besteht idealisiert betrachtet aus konzentrischen Kugelschalen, deren Material jeweils eine deutlich unterschiedliche Dichte hat. Die Kugelschale mit der geringsten Dichte liegt am weitesten außen und wird als Erdkruste bezeichnet. Die Kugelschale mit der größten Dichte, eigentlich eine Vollkugel, liegt im Zentrum des Erdkörpers und wird Erdkern genannt. Im Schwerefeld sind die Grenzflächen dieser Schalen leicht abgeplattet.
Die Dichteschichtung im Erdkörper geht mit einer chemischen Differenzierung einher, d. h., jede Kugelschale hat eine charakteristische chemische Zusammensetzung. Der Kern hat einen Radius von etwa 3450 km und besteht hauptsächlich aus Eisen und Nickel. Daran schließt sich nach außen der 2900 km mächtige Erdmantel aus Silikaten und -oxiden mit insgesamt hohem Anteil an Eisen und Magnesium an. Die äußere Hülle des Erdkörpers wird von der relativ dünnen (ca. 5–70 km) Kruste gebildet. Diese besteht ebenfalls vorwiegend aus Silikaten und Oxiden, jedoch mit geringerem Eisen- und Magnesium-Anteil sowie einem erhöhten Anteil an Aluminium und Elementen, die im Mantelgestein „unlöslich“ sind (sogenannte inkompatible Elemente). Mit ihrem Aufbau aus silikatischer Kruste und silikatischem Mantel sowie einem Eisenkern ist die Erde der Prototyp der vier terrestrischen Planeten des inneren Sonnensystems.
Neben der Einteilung der Kugelschalen nach chemischen Gesichtspunkten wird auch ein anderes Modell genutzt, das auf den rheologischen Eigenschaften des Materials im Erdkörper gründet. Dieses teilt den Erdkern in einen kristallinen inneren (Radius: 1230 km) und einen dünnflüssigen äußeren Kern (Mächtigkeit: 2200 km). Zudem unterscheidet es nicht zwischen Kruste und Mantel, sondern fasst die Kruste mit dem starren äußersten Teil des Mantels zur Lithosphäre zusammen, an die sich nach unten ein zähfließender Mantel anschließt. Während das chemische Modell auf der teils bekannten, teils aus indirekten Belegen geschlossenen Zusammensetzung von Gesteinen des Erdkörpers beruht, wurde das rheologische Modell auf Grundlage seismologischer Daten entwickelt.

## Aufbau der Erde

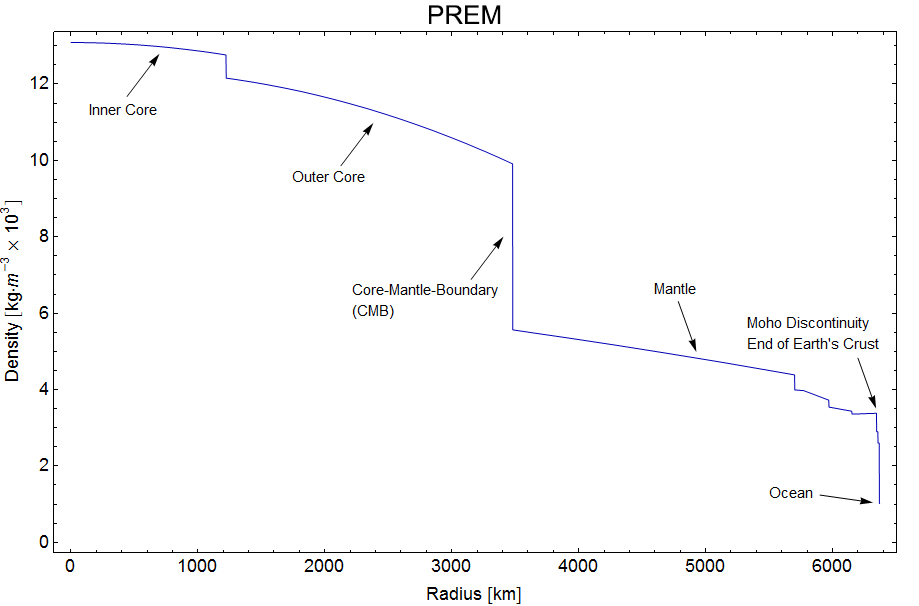
Radialer Dichteverlauf der Erde nach dem PREM. Die stärkste Dichteänderung erfolgt an der Kern-Mantel-Grenze (Core-Mantle-Boundary, CMB)

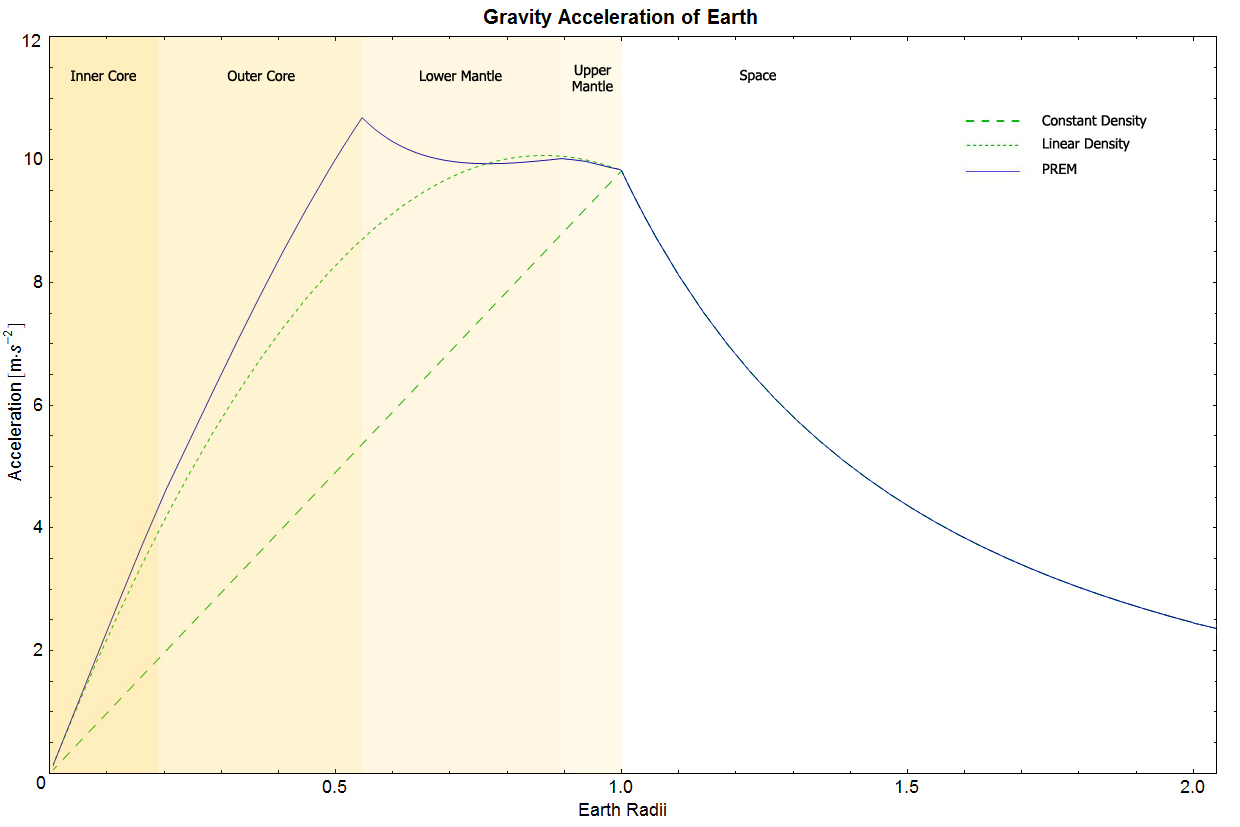
Gravitationsfeld der Erde nach dem PREM und für grobe Näherungen (grün). Die Fallbeschleunigung hat ihren Maximalwert an der Kern-Mantel-Grenze mit ihrem großen Dichtesprung. Die lineare Näherung der Dichte reproduziert ein Maximum im Inneren, während mit konstanter Dichte das Feld linear bis zur Oberfläche zunähme.

Da sich die Bereiche unterhalb von wenigen Tausend Metern Tiefe einem direkten Zugriff des Menschen durch Bohrungen entziehen, fußt das Wissen um den Aufbau des Erdinneren zu einem Großteil auf der Seismik, das heißt, der Aufzeichnung und Auswertung von mechanischen Wellen, die sich durch den Erdkörper bewegen, ausgelöst z. B. durch Erdbeben oder Atomwaffentests. Das daraus resultierende seismische Profil des Erdkörpers ist durch zwei markante Diskontinuitätsflächen gekennzeichnet. Diese gelten als Grenzflächen zwischen Erdkruste und Erdmantel bzw. Erdmantel und Erdkern.
Über andere geophysikalische Messungen kann auf das mechanische Verhalten des gesamten Erdkörpers geschlossen werden. So kann die Elastizität des Erdkörpers aus der Messung der Erdgezeiten (tidal response) abgeschätzt und durch Love’sche Zahlen beschrieben werden. Infolge der Erdgezeiten hebt und senkt sich die Erdkruste zweimal täglich um bis zu 50 cm. Auch die astronomisch feststellbare Polbewegung verlängert sich dadurch von 305 Tage (Euler-Periode) auf etwa 430 Tage (Chandler-Periode).

### Erdkern
An der Grenze vom Kern zum Mantel ändert sich die Dichte materialbedingt von 10 auf 5 g/cm3. Die Differenzierung in Kern- und Mantelmaterial geschah innerhalb der ersten paar Millionen Jahre nach Entstehung des Staubes im solaren Urnebel durch Aufschmelzen bei Kollisionen von Protoplaneten. Einige zehn Millionen Jahre später entstand erneut und zuletzt ein tiefer Magmaozean bei der Kollision zwischen Protoerde und Theia, deren metallische Kerne sich vereinigten, siehe Entstehung der Erde. Der Kern war damals noch vollständig flüssig. Einige 100 Millionen Jahre später – unklar ist, ob vor oder nach Einsetzen der tiefen Mantelkonvektion – begannen im Zentrum Eisen und Nickel auszukristallisieren.
- Innerer Erdkern: Der feste innere Kern der Erde reicht vom Erdmittelpunkt bis 5100 km unter die Erdoberfläche. Der Druck beträgt hier bis zu 3,64 Millionen Bar und die Temperatur wird bei rund 6000 K vermutet.
- Äußerer Erdkern: Der äußere Kern liegt in einer Tiefe zwischen rund 2900 km und 5100 km. Bei einer Temperatur zwischen 3000 °C und etwa 5000 °C ist dieser Teil des Kerns flüssig.[1] Er besteht aus einer Nickel-Eisen-Schmelze („NiFe“), die möglicherweise auch geringe Anteile von Schwefel oder Sauerstoff (vgl. Eisen(I)-oxid) enthält. Im Zusammenwirken mit der Erdrotation ist die bewegliche Eisenschmelze aufgrund ihrer elektrischen Leitfähigkeit verantwortlich für das Erdmagnetfeld.
- Nach dem PREM-Modell macht der Erdkern mit seinen 1,94 · 1024 kg etwa 32,5 % der Erdmasse aus, aber nur 16,2 % ihres Volumens. Daraus ergibt sich, dass seine mittlere Dichte über 10 g/cm3 beträgt (gegenüber 5,52 g/cm3 für den gesamten Erdkörper).

### Erdmantel
- D"-Schicht: Oberhalb der Kern-Mantel-Grenze befindet sich die sogenannte D"-Schicht, die als eine Art Übergangszone zwischen dem Erdkern und dem Erdmantel betrachtet wird. Sie hat eine stark variierende Mächtigkeit von 200 bis 300 Kilometern und weist einen starken Temperaturgradienten auf. Von dort steigen Mantel-Plumes auf.
- Unterer Mantel: Der untere Mantel besteht aus schweren Silikaten (hauptsächlich Magnesium-Perowskit) und einem Gemenge von Metalloxiden wie Periklas (Magnesiumoxid) und Wüstit (Eisen(II)-oxid), die zusammen als Magnesiowüstit bezeichnet werden. Im unteren Mantel, von 660 bis 2900 km Tiefe, herrscht eine Temperatur von etwa 2000 °C.
- Übergangszone: Der Bereich zwischen 410 km und 660 km Tiefe gilt als Übergang vom oberen zum unteren Mantel, wird gelegentlich jedoch schon zum oberen Mantel gerechnet. Die Grenzen orientieren sich an den Tiefen der Mineral-Phasenübergänge des Olivins, dem Hauptbestandteil des oberen Mantels. Da die veränderte Mineralstruktur mit einer Änderung der Dichte und der seismischen Geschwindigkeit einhergeht, können diese Diskontinuitäten durch seismologische Methoden nachgewiesen und gemessen werden.
- Oberer Mantel: Der obere Mantel beginnt in 410 km Tiefe und erstreckt sich bis herauf zur Erdkruste. Er besteht aus Peridotit, der sich aus Olivin und Pyroxen zusammensetzt, sowie einer Granat-Komponente. Der oberste Bereich des Mantels umfasst die sogenannte Lithosphäre, die weiter auch die Erdkruste mit einschließt, und die darunter liegende zähplastische Asthenosphäre.

Der Erdmantel macht rund zwei Drittel der Erdmasse aus; die mittlere Dichte seiner Schalen liegt zwischen 3¼ und knapp 5 g/cm3. Die obere Begrenzung des Erdmantels wird Mohorovičić-Diskontinuität genannt (abgekürzt auch Moho). Sie wurde bereits 1909 wegen ihres markanten Dichtesprungs von etwa 0,5 g/cm3 nachgewiesen, durch den starke Bebenwellen gebeugt oder zur Erdoberfläche reflektiert werden.

#### Mantelkonvektion
Die zum oberen Mantel gehörende Asthenosphäre (abgeleitet vom griechischen asthenḗs „schwach“) erstreckt sich abhängig von der Lithosphärenmächtigkeit von etwa 60–150 km bis in eine Tiefe von ungefähr 210 km. Aufgrund partiell aufgeschmolzenen Gesteinmaterials weist sie reduzierte seismische Geschwindigkeiten und eine zähplastische Rheologie auf. Mit ihrer Fließfähigkeit ist sie ein wichtiger Bestandteil des Konzeptes der Mantelkonvektion: Auf ihr „schwimmen“ die Lithosphärenplatten, die durch die Konvektionsströmungen des Erdmantels gegeneinander verschoben werden und so zu tektonischen Vorgängen wie Kontinentaldrift oder Erdbeben führen.

### Erdkruste

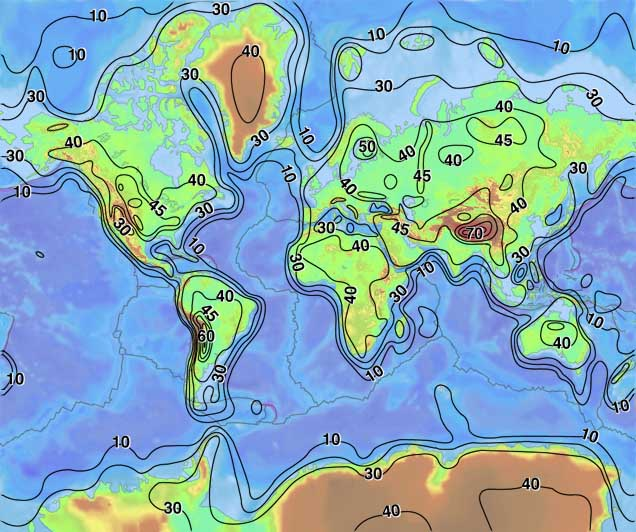
Physische Weltkarte mit Konturlinien für die Mächtigkeit der Erdkruste. Die 10-km-Konturlinie kennzeichnet in etwa die Grenze zwischen kontinentaler Kruste und ozeanischer Kruste

Die Erdkruste ist die äußere Schicht im chemischen Modell des festen Erdkörpers und entspricht dem oberen Teil der Lithosphäre im rheologischen Modell. Sie besteht aus zwei unterschiedlichen Typen:
- Ozeanische Erdkruste: Die ozeanische Kruste ist grundsätzlich weniger als 10 km (durchschnittlich ca. 6 km) mächtig und bildet die tiefen ozeanischen Becken. Sie entsteht an den mittelozeanischen Rücken, an denen ständig basische Magmen empordringen und abkühlen. Die Magmen erstarren am und nahe dem Meeresboden zu Basalt und in größerer Krustentiefe zu Gabbro. So wird – einem Fließband ähnlich – neue ozeanische Kruste produziert. Deshalb wird die ozeanische Kruste mit wachsender Entfernung von den Rücken immer älter, durch ihre unterschiedliche magnetische Polarität ist dies großflächig nachweisbar. Da sie an Subduktionszonen wieder in den Mantel abtaucht und bis an die Kern-Mantel-Grenze absinkt, ist sie kaum irgendwo älter als 200 Millionen Jahre.
- Kontinentale Erdkruste: Die kontinentale Erdkruste ist im Durchschnitt ca. 35 km mächtig und kann unter Hochgebirgen bis zu 80 km mächtig sein (vgl. Isostasie). Sie bildet die Kontinente einschließlich der Schelfe. Intern zeigt die kontinentale Erdkruste eine vertikale Zweiteilung in eine spröde Oberkruste und eine duktile Unterkruste. Der durchschnittliche Mineralbestand ist granitisch, d. h., dass der Anteil an Quarz und Alkalifeldspäten höher ist als in der ozeanischen Kruste. Kontinentale Kruste hat damit auch eine geringere Dichte als ozeanische Kruste, weshalb sie nicht tief subduziert werden kann. Generell sind die Kontinente geologisch wesentlich komplexer aufgebaut und durchschnittlich deutlich älter als die Ozeanbecken.

Die obere Begrenzung der Erdkruste ist entweder der Grund der Gewässer oder die Grenzfläche zwischen Atmosphäre und trockenem Land. Das heißt, Sedimente in Seen und Meeren werden der Erdkruste hinzugerechnet.
In der Erdkruste und an ihrer Oberfläche sind die Gesteine einem ständigen Umwandlungsprozess unterworfen, den man auch als Kreislauf der Gesteine bezeichnet. Es gibt heute keine Gesteine mehr, die seit der ersten Krustenbildung in der Erdgeschichte unverändert geblieben sind. Die ältesten bekannten Krustengesteine der Erde haben ein Protolith-Alter von 4,03 Milliarden Jahren (siehe auch Das älteste Gestein).

## Erforschung des Schalenbaus der Erde
Kenntnisse über den Aufbau der Erde stammen aus verschiedenen geophysikalischen Quellen, geochemischen oder mineralogischen Analysen von Vulkangesteinen, Laborexperimenten zur Stabilität von Mineralen sowie Analogien zu extraterrestrischen Himmelskörpern.

### Gravimetrie und Isostasie
Erste Hinweise auf das innere Material der Erde ergaben sich aus ihrer mittleren Dichte von 5,5 g/cm3, die man mittels Gravitationsgesetz durch Bestimmung der Erdmasse berechnen konnte. Da oberflächennahe Gesteine im Durchschnitt 2,7 g/cm3 aufweisen, muss das Erdinnere zumindest 2- bis 3-mal dichter sein (Eisen hat etwa 8 g/cm3).
Messungen der Lotrichtung zeigten schon im frühen 19. Jahrhundert, dass das Erdinnere unter hohen Gebirgen eine geringere Dichte hat. Durch genaue Schwerkraft-Messungen (Gravimetrie) erkannte man bald, dass dort die feste Erdkruste dicker als anderswo ist, und dass der darunter befindliche Erdmantel aus schwereren Gesteinen besteht. Große Gebirgsmassive tauchen wie Eisberge umso tiefer ins Erdinnere, je höher sie sind. Dieses „Schwimm-Gleichgewicht“ nennt man Isostasie. Durch Satellitengeodäsie lassen sich auf ähnliche Art auch tiefere Anomalien des Erdmantels orten.

### Bohrungen
Die tiefste Bohrung, die je durchgeführt wurde, fand in Russland auf der Halbinsel Kola statt (Kola-Bohrung) und führte bis in eine Tiefe von 12,3 km. Hier konnte die oberste Schicht der kontinentalen Kruste erforscht werden, die an dieser Stelle eine Mächtigkeit von etwa 30 km besitzt. Eine weitere Bohrung, die so genannte Kontinentale Tiefbohrung (KTB), die 9,1 km erreicht hat, wurde bei Windischeschenbach in der deutschen Oberpfalz vorgenommen. Bei einer geplanten Tiefe von 14 km wäre es möglich gewesen, die kontinentale Kruste an der vermuteten Nahtstelle zu erforschen, an der vor 300 Millionen Jahren Teile der auf dem Erdmantel driftenden Kontinente Ur-Afrika und Ur-Europa kollidierten (siehe auch Armorica).
Tiefbohrungen bewegen sich im oberen bis mittleren Krustenbereich und können daher nur einen kleinen Einblick ins Erdinnere gewähren. Würde man die Erde auf Apfelgröße verkleinern, so würden unsere tiefsten Bohrungen kaum mehr als dem Anbohren der Schale entsprechen. Durch Bohrungen in größere Tiefen vorzustoßen, übersteigt derzeit die technischen Möglichkeiten: Die hohen Drücke (in 14 km Tiefe ca. 400 MPa) und Temperaturen (in 14 km Tiefe ca. 300 °C) erfordern neue Lösungen.

### Vulkanische Tätigkeit
Die größte Tiefe, aus der Material an die Erdoberfläche dringt und dabei die verschiedenen Formen des Vulkanismus hervorbringt, findet sich an der Grenzschicht zwischen dem äußeren Kern und dem unteren Mantel, wie das zum Beispiel bei Plumes zu beobachten ist. Das bei einer Eruption zu Tage geförderte Material stammt also aus verschiedenen Bereichen des Erdmantels und kann entsprechend analysiert werden.
Weiteren Aufschluss über die Manteleigenschaften kann man über die Erforschung der mittelozeanischen Rücken gewinnen. Der hier direkt unter der Plattengrenze liegende Mantel steigt auf, um den Raum in den entstehenden Lücken zu füllen. Normalerweise schmilzt das Mantelgestein dabei durch die Druckentlastung und bildet nach Erkalten die neue Ozeankruste auf dem Meeresboden. Diese rund 8 km mächtige Kruste versiegelt den Zugang zum ursprünglichen Mantelgestein. Eine interessante Ausnahme bildet möglicherweise der mittelozeanische Rücken zwischen Grönland und Russland, der Gakkel-Rücken, der mit weniger als 1 cm pro Jahr der langsamste spreizende Rücken der Erde ist. Der Erdmantel steigt hier nur sehr langsam auf. Daher bildet sich keine Schmelze und infolgedessen auch keine Kruste. Das Mantelgestein könnte also direkt am Meeresboden zu finden sein.

### Seismologie

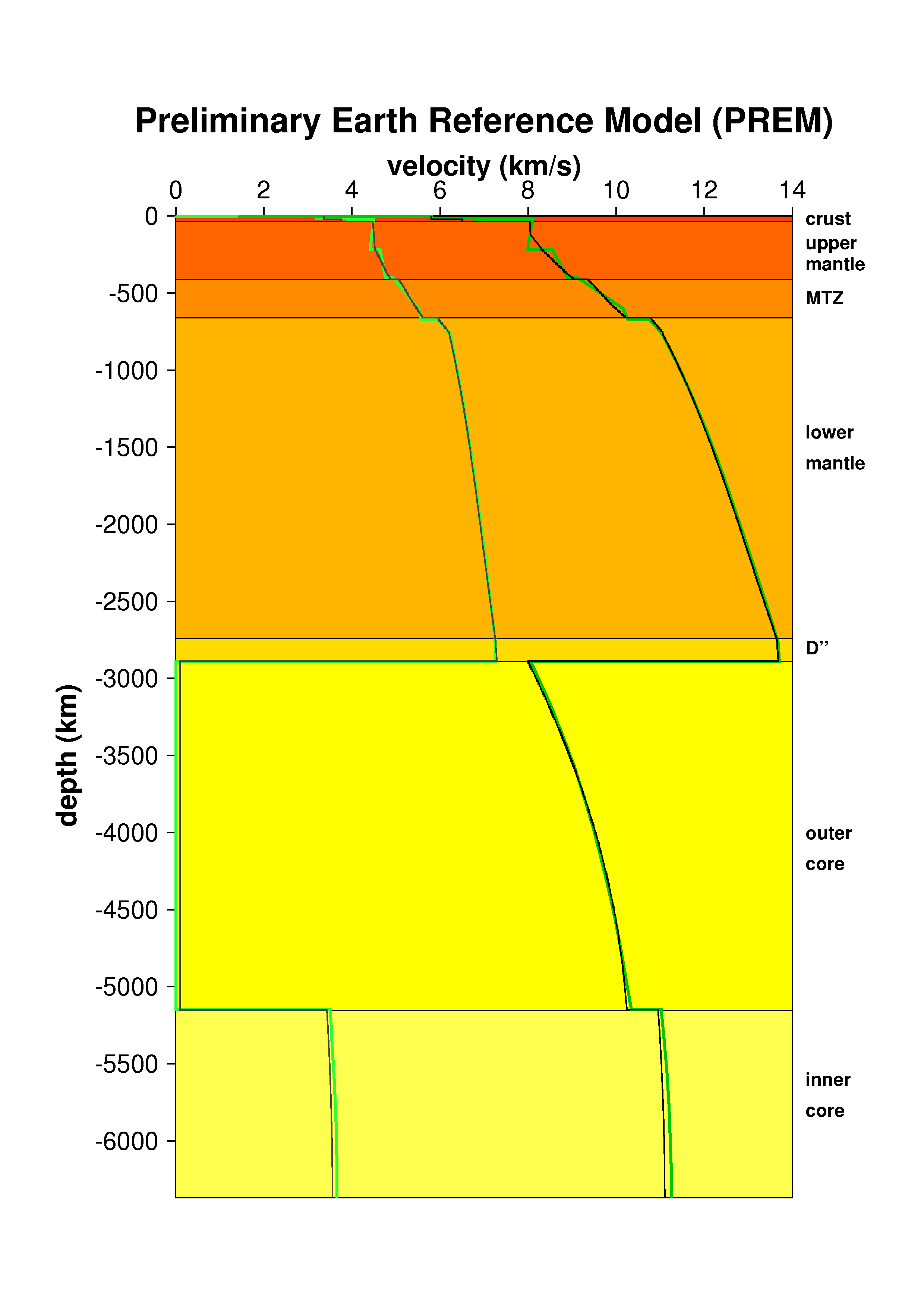
Die Referenz-Geschwindigkeitsmodelle PREM und IASP91 im Vergleich. Die Linien geben die seismischen Geschwindigkeiten der P- (dunkelgrün für PREM, schwarz für IASP91) und S-Wellen (hellgrün bzw. grau) im Inneren der Erde wieder

Die Erde wird täglich von Erdbeben erschüttert, die weltweit von Messstationen registriert werden. Die von Erdbeben ausgehenden seismischen Wellen durchqueren den gesamten Erdkörper, wobei sich die seismische Energie in den verschiedenen Schichten mit unterschiedlichen Geschwindigkeiten ausbreitet. Die Ausbreitungsgeschwindigkeiten hängen von den elastischen Eigenschaften des Gesteins ab. Aus den Laufzeiten seismischer Wellenzüge, dem Auftreten reflektierter Wellen sowie weiteren seismologisch messbaren Effekten wie etwa Dämpfung oder Streuung lässt sich die Struktur des Erdinneren untersuchen.
Im Jahre 1912 machte Beno Gutenberg erstmals die Grenze zwischen dem silikatischen Mantelmaterial und dem Nickel-Eisen-Kern in einer Tiefe von 2900 km aus. Kurz zuvor hatte der kroatische Geophysiker Andrija Mohorovičić die nach ihm benannte Grenzfläche zwischen Erdkruste und Erdmantel entdeckt. Beides war möglich, weil markante Impedanzsprünge – hauptsächlich verursacht durch sprunghafte Änderungen der Ausbreitungsgeschwindigkeiten von Erdbebenwellen, so genannte „seismische Diskontinuitäten“ – messbare reflektierte Phasen erzeugen. Diskontinuitäten können chemischer Natur sein. Diese beruhen auf einer Änderung der chemischen Zusammensetzung der Erdschichten mit der Folge veränderter elastischer Eigenschaften. In der Mantelübergangszone zum Beispiel (MTZ, engl.: mantle transition zone) gibt es jedoch auch Diskontinuitäten, die ohne eine Änderung der chemischen Zusammensetzung einhergehen. Diese basieren auf Phasentransformationen, wobei sich ein Mineral bei Zunahme von Druck und/oder Temperatur in ein anders strukturiertes und üblicherweise dichteres Mineral derselben Zusammensetzung umbildet.

### Meteoriten, Alter der Erde
Die Vorstellungen über den Stoffbestand des Erdinneren beruhen neben den oben genannten Methoden auf Analogieschlüssen aus der Zusammensetzung von Meteoriten. Chondritische Meteoriten wurden seit der Entstehung des Sonnensystems kaum verändert. Es wird daher angenommen, dass die chemische Gesamtzusammensetzung der Erde ähnlich jener der Chondrite ist, da diese vermutlich wiederum den Planetesimalen, aus denen die Erde gebildet wurde, ähneln. Unter den Meteoriten finden sich aber auch Bruchstücke von differenzierten Mutterkörpern: Eisenmeteoriten und die zu den Stein-Eisen-Meteoriten gehörenden Pallasiten stammen vermutlich aus dem Kern beziehungsweise dem Übergangsbereich zwischen Kern und Mantel von differenzierten Asteroiden, während die Achondrite aus deren Mantel oder Kruste stammen. Durch die Meteoriten können also Materialien aus dem Kern- und Mantelbereich untersucht werden, die bei der Erde für direkte Untersuchungen nicht zugänglich sind.
Meteoriten spielen eine große Rolle in der Datierung des Sonnensystems und auch der Erde. So wurde zuerst in den 1950ern von Clair Cameron Patterson und Friedrich Georg Houtermans anhand der Uran-Blei-Datierung des Eisenmeteoriten Canyon Diablo das Alter der Erde mit 4,55 Milliarden Jahren bestimmt. Datierungsmethoden basierend auf anderen Isotopensystemen (zum Beispiel 87Rb-87Sr, 147Sm-143Nd) haben seither dieses Alter bestätigt. Das älteste bekannte Material irdischen Ursprungs sind 4,4 Milliarden Jahren alte Zirkon-Kristalle aus dan Jack Hills in Westaustralien. Dies entspricht zugleich dem gesicherten Mindestalter der Erdkruste.